# Súlyemelés az 1960. évi nyári olimpiai játékokon
Az 1960. évi nyári olimpiai játékokon a súlyemelésben hét súlycsoportban avattak olimpiai bajnokot. A versenyzőknek három fogásnemben – nyomás, szakítás és lökés – kellett gyakorlatot bemutatniuk. Csak összetettben adtak ki érmet, a végső sorrendet az egyes gyakorlatok összesített eredményei adták.

## Éremtáblázat
A táblázatokban a rendező nemzet csapata eltérő háttérszínnel, az egyes számoszlopok legmagasabb értéke vagy értékei vastagítással kiemelve.
| Az 1960. évi nyári olimpiai játékok éremtáblázata súlyemelésben | Az 1960. évi nyári olimpiai játékok éremtáblázata súlyemelésben | Az 1960. évi nyári olimpiai játékok éremtáblázata súlyemelésben | Az 1960. évi nyári olimpiai játékok éremtáblázata súlyemelésben | Az 1960. évi nyári olimpiai játékok éremtáblázata súlyemelésben | Olimpia  |
| --------------------------------------------------------------- | --------------------------------------------------------------- | --------------------------------------------------------------- | --------------------------------------------------------------- | --------------------------------------------------------------- | -------- |
|                                                                 | Ország                                                          | Arany                                                           | Ezüst                                                           | Bronz                                                           | Összesen |
| 1.                                                              | Szovjetunió (URS)                                               | 5                                                               | 1                                                               | 0                                                               | 6        |
| 2.                                                              | Egyesült Államok (USA)                                          | 1                                                               | 4                                                               | 1                                                               | 6        |
| 3.                                                              | Lengyelország (POL)                                             | 1                                                               | 0                                                               | 1                                                               | 2        |
|                                                                 |                                                                 |                                                                 |                                                                 |                                                                 |          |
| 4.                                                              | Japán (JPN)                                                     | 0                                                               | 1                                                               | 0                                                               | 1        |
| 4.                                                              | Szingapúr (SIN)                                                 | 0                                                               | 1                                                               | 0                                                               | 1        |
|                                                                 |                                                                 |                                                                 |                                                                 |                                                                 |          |
| 6.                                                              | Irak (IRQ)                                                      | 0                                                               | 0                                                               | 1                                                               | 1        |
| 6.                                                              | Irán (IRI)                                                      | 0                                                               | 0                                                               | 1                                                               | 1        |
| 6.                                                              | Magyarország (HUN)                                              | 0                                                               | 0                                                               | 1                                                               | 1        |
| 6.                                                              | Nagy-Britannia (GBR)                                            | 0                                                               | 0                                                               | 1                                                               | 1        |
| 6.                                                              | Olaszország (ITA)                                               | 0                                                               | 0                                                               | 1                                                               | 1        |
|                                                                 |                                                                 |                                                                 |                                                                 |                                                                 |          |
| Összesen                                                        | Összesen                                                        | 7                                                               | 7                                                               | 7                                                               | 21       |

## Érmesek
| Az 1960. évi nyári olimpiai játékok érmesei súlyemelésben |                                                                        |                                                                        |                                                                            |
| Versenyszám                                               | Arany                                                                  | Ezüst                                                                  | Bronz                                                                      |
| légsúly (56 kg-ig)                                        | Charles Vinci · Egyesült Államok (USA) · (105,0+107,5+132,5=345,0 kg)  | Mijake Josinobu · Japán (JPN) · (97,5+105,0+135,0=337,5 kg)            | Ismail Elm Khah · Irán (IRI) · (97,5+100,0+132,5=330,0 kg)                 |
| pehelysúly (60 kg-ig)                                     | Jevgenyij Minajev · Szovjetunió (URS) · (120,0+110,0+142,5=372,5 kg)   | Isaac Berger · Egyesült Államok (USA) · (117,5+105,0+140,0=362,5 kg)   | Sebastiano Mannironi · Olaszország (ITA) · (107,5+110,0+135,0=352,5 kg)    |
| könnyűsúly (67,5 kg-ig)                                   | Viktor Busujev · Szovjetunió (URS) · (125,0+122,5+150,0=397,5 kg)      | Tan Howe Liang · Szingapúr (SIN) · (115,0+110,0+155,0=380,0 kg)        | Abdul Wahid Aziz · Irak (IRQ) · (117,5+115,0+147,5=380,0 kg)               |
| váltósúly (75 kg-ig)                                      | Alekszandr Kurinov · Szovjetunió (URS) · (135,0+132,5+170,0=437,5 kg)  | Tommy Kono · Egyesült Államok (USA) · (140,0+127,5+160,0=427,5 kg)     | Veres Győző · Magyarország (HUN) · (130,0+120,0+155,0=405,0 kg)            |
| középsúly (82,5 kg-ig)                                    | Ireneusz Paliński · Lengyelország (POL) · (130,0+132,5+180,0=442,5 kg) | James George · Egyesült Államok (USA) · (132,5+132,5+165,0=430,0 kg)   | Jan Bochenek · Lengyelország (POL) · (130,0+120,0+170,0=420,0 kg)          |
| félnehézsúly (90 kg-ig)                                   | Arkagyij Vorobjov · Szovjetunió (URS) · (152,5+142,5+177,5=472,5 kg)   | Trofim Lomakin · Szovjetunió (URS) · (157,5+130,0+170,0=457,5 kg)      | Louis Martin · Nagy-Britannia (GBR) · (137,5+137,5+170,0=445,0 kg)         |
| nehézsúly (90 kg-tól)                                     | Jurij Vlaszov · Szovjetunió (URS) · (180,0+155,0+202,5=537,5 kg)       | James Bradford · Egyesült Államok (USA) · (180,0+150,0+182,5=512,5 kg) | Norbert Schemansky · Egyesült Államok (USA) · (170,0+150,0+180,0=500,0 kg) |

## Magyar részvétel
Az olimpián öt súlyemelő képviselte Magyarországot, akik összesen 
- egy harmadik,
- egy negyedik és
- két hatodik

helyezést értek el, és ezzel kilenc olimpiai pontot szereztek. Az egyes súlycsoportokban a következő magyar súlyemelők indultak (a sportoló neve után zárójelben az elért helyezés):
| Magyar súlyemelők az 1960. évi nyári olimpiai játékokon |                                                 |
| Súlycsoport                                             | Magyar súlyemelő                                |
| légsúly (56 kg-ig)                                      | Borsányi Árpád (14.) (82,5+92,5+120,0=295,0 kg) |
| légsúly (56 kg-ig)                                      | Földi Imre (6.) (100,0+90,0+130,0=320,0 kg)     |
| pehelysúly (60 kg-ig)                                   | Nem indult magyar versenyző                     |
| könnyűsúly (67,5 kg-ig)                                 | Huszka Mihály (6.) (110,0+107,5+147,5=365,0 kg) |
| váltósúly (75 kg-ig)                                    | Veres Győző (3.) (130,0+120,0+155,0=405,0 kg)   |
| középsúly (82,5 kg-ig)                                  | Tóth Géza (4.) (125,0+125,0+167,5=417,5 kg)     |
| félnehézsúly (90 kg-ig)                                 | Nem indult magyar versenyző                     |
| nehézsúly (90 kg-tól)                                   | Nem indult magyar versenyző                     |